# Liste von Kirchengebäuden im Landkreis Oberhavel
Die Liste von Kirchengebäuden im Landkreis Oberhavel nennt die Kirchen im Landkreis Oberhavel im Norden des Landes Brandenburg mit dem Stand des Jahres 2022.

## Liste
| Ort                       | Bezeichnung                   | Lage                                                                    | Nutzung        | Bemerkungen | Außenansicht   | Innenansicht   | Denkmal-ID | Wikidata-Eintrag |
| ------------------------- | ----------------------------- | ----------------------------------------------------------------------- | -------------- | --- | -------------- | -------------- | ---------- | ---------------- |
| Altlüdersdorf             | Dorfkirche                    | Gransee OT: Altlüdersdorf Alte Dorfstraße (Lage)                        | evangelisch    | Datierung: 1702 Restaurierung: 1993–1999 | weitere Bilder |                | 09165186   | Q101579420       |
| Altthymen                 | Dorfkirche                    | Fürstenberg/Havel OT: Altthymen Altthymener Dorfstraße (Lage)           |                | Ruine; Datierung: 1872–1873 | weitere Bilder |                | 09165244   | Q1244039         |
| Badingen                  | Dorfkirche                    | Zehdenick OT: Badingen Badinger Dorfstraße 47 (Lage)                    | evangelisch    | Datierung: 1251/1300 | weitere Bilder |                | 09165187   |                  |
| Bärenklau                 | Dorfkirche                    | Oberkrämer OT: Bärenklau Alte Dorfstraße (Lage)                         | evangelisch    | Datierung: 1666 | weitere Bilder |                | 09165012   |                  |
| Barsdorf                  | Dorfkirche                    | Fürstenberg/Havel OT: Barsdorf Kastanienstraße (Lage)                   | evangelisch    | Datierung: 1251/1300 Brand: 1881 Wiederaufbau: nach 1881 Umbau: 1984 | weitere Bilder | Innenansichten | 09165188   | Q101579105       |
| Baumgarten                | Dorfkirche                    | Sonnenberg OT: Baumgarten Heidestraße (Lage)                            | evangelisch    | Datierung: 1924 | weitere Bilder |                | 09165216   |                  |
| Beetz                     | Dorfkirche                    | Kremmen OT: Beetz Beetzer Dorfstraße (Lage)                             | evangelisch    | Datierung: 1704/1723 | weitere Bilder |                | 09165014   |                  |
| Bergfelde                 | Dorfkirche                    | Hohen Neuendorf OT: Bergfelde Herthastraße 64 (Lage)                    | evangelisch    | Datierung: 1932–1933 | weitere Bilder | Innenansichten | 09165638   | Q16318886        |
| Bergsdorf                 | Dorfkirche                    | Zehdenick OT: Bergsdorf Bergsdorfer Dorfstraße (Lage)                   | evangelisch    | Datierung: 1251/1300 Umbau und Erweiterung: 1701/1800 | weitere Bilder |                | 09165189   | Q101849460       |
| Birkenwerder              | Dorfkirche                    | Birkenwerder Hauptstraße (Lage)                                         | evangelisch    | Datierung: 1847–1849 Erweiterung: 1880 und 1930 Entwurf: Friedrich August Stüler                                                                                                  | weitere Bilder |                | 09165246   |                  |
| Blumenow                  | Dorfkirche                    | Fürstenberg/Havel OT: Blumenow Tornower Straße (Lage)                   | evangelisch    | Datierung: 1351/1400 Umbau: 1701/1800 und 1912 | weitere Bilder | Innenansichten | 09165191   | Q1244155         |
| Bötzow                    | Nikolaikirche                 | Oberkrämer OT: Bötzow Dorfaue 69 (Lage)                                 | evangelisch    | Datierung: 1401/1450 Umbau: 1704 und 1757 und 1931 | weitere Bilder |                | 09165022   |                  |
| Borgsdorf                 | Dorfkirche                    | Hohen Neuendorf OT: Borgsdorf Bahnhofstraße 32 (Lage)                   | evangelisch    | Datierung: 1951–1953 | weitere Bilder | Innenansichten | 09165554   | Q16318887        |
| Borgsdorf                 | Dorfkirche                    | Hohen Neuendorf OT: Borgsdorf, Pinnow Dorfstraße (Lage)                 | evangelisch    | Datierung: 1860 ca. Entwurf: Friedrich August Stüler | weitere Bilder |                | 09165252   | Q1244614         |
| Bredereiche               | Dorfkirche                    | Fürstenberg/Havel OT: Bredereiche Dorfstraße (Lage)                     | evangelisch    | Datierung: 1686/1700 Restaurierung: 1962–1963 | weitere Bilder | Innenansichten | 09165190   | Q30277580        |
| Buberow                   | Dorfkirche                    | Gransee OT: Buberow Am Rundling (Lage)                                  | evangelisch    | Datierung: 1500 ca. Restaurierung: 1960 | weitere Bilder | Innenansichten | 09165192   | Q19845011        |
| Buchholz                  | Dorfkirche                    | Großwoltersdorf OT: Buchholz Forststraße (Lage)                         | profaniert     | Datierung: 1736 Als Kirche aufgegeben und privat genutzt | weitere Bilder |                |            |                  |
| Dannenwalde               | Schlosskapelle                | Gransee OT: Dannenwalde Fürstenberger Straße (Lage)                     | evangelisch    | Datierung: 1821 Teilzerstörung: nach 1975 Restaurierung: 1997–1998 Patronatskirche des Herrenhauses Dannenwalde Entwurf: Friedrich Wilhelm Ferdinand Hermann (1783–1842);         | weitere Bilder | Innenansichten | 09165227   |                  |
| Dollgow                   | Dorfkirche                    | Stechlin OT: Dollgow Dorfstraße (Lage)                                  | evangelisch    | Datierung: 1767 Restaurierung: 1997–1998 | weitere Bilder | Innenansichten | 09165193   |                  |
| Eichstädt                 | Dorfkirche                    | Oberkrämer OT: Eichstädt Am Eichenring (Lage)                           | evangelisch    | Datierung: 1301/1400 Umbau: 1784 Restaurierung: 2004–2005 Die Kirche dient auch als Veranstaltungsort                                                                             | weitere Bilder |                | 09165025   |                  |
| Falkenthal                | Dorfkirche                    | Löwenberger Land OT: Falkenthal Breite Straße 33 (Lage)                 | evangelisch    | Datierung: 1401/1500 Umbau: 1851 | weitere Bilder |                | 09165194   | Q1244269         |
| Flatow                    | Dorfkirche                    | Kremmen OT: Flatow Hauptstraße 50 (Lage)                                | evangelisch    | Datierung: 1472 Umbau und Erweiterung: 1710–1719 Restaurierung: 1966–1967 | weitere Bilder |                | 09165026   |                  |
| Freienhagen               | Kapelle                       | Liebenwalde OT: Freienhagen Dorfstraße (Lage)                           | evangelisch    | Datierung: 20. Jahrhundert. | weitere Bilder |                |            |                  |
| Friedrichsthal            | Dorfkirche                    | Oranienburg OT: Friedrichsthal Dorfplatz (Lage)                         | evangelisch    | Datierung: 1895–1897 Restaurierung und Umbau: 1961–1962 und 1981–1982 und 1990 Entwurf: Ludwig von Tiedemann                                                                      | weitere Bilder |                | 09165410   |                  |
| Fürstenberg               | Stadtkirche                   | Fürstenberg/Havel Am Markt (Lage)                                       | evangelisch    | Datierung: 1845–1848 Restaurierung: 1963 und 1997–2006 Entwurf: Friedrich Wilhelm Buttel                                                                                          | weitere Bilder | Innenansichten | 09165003   | Q47086706        |
| Fürstenberg               | St.Hedwig-Kirche              | Fürstenberg/Havel Bahnhofstraße 2 (Lage)                                | katholisch     | Datierung: | weitere Bilder |                |            |                  |
| Germendorf                | Dorfkirche                    | Oranienburg OT: Germendorf Germendorfer Dorfstraße (Lage)               | evangelisch    | Datierung: 1739 | weitere Bilder |                | 09165002   |                  |
| Glambeck                  | Dorfkirche                    | Löwenberger Land OT: Glambeck (Lage)                                    | evangelisch    | Datierung: 1899–1900 | weitere Bilder |                | 09165408   |                  |
| Glienicke/Nordbahn        | Dorfkirche Glienicke/Nordbahn | Glienicke/Nordbahn Hauptstraße 72 (Lage)                                | evangelisch    | Datierung: 1864–1865 Entwurf: Georg Erbkam | weitere Bilder | Innenansichten | 09165345   | Q27774577        |
| Gransee                   | Hospitalkapelle               | Gransee Rudolf-Breitscheid-Straße 43 (Lage)                             | profaniert     | Datierung: 1286/1300 Brand: 1711 Wiederaufbau und Umbau: 1715 Restaurierung: 1922–1923 und 1953–1954 Dient seit 1993 als Museum                                                   | weitere Bilder |                | 09165232   |                  |
| Gransee                   | katholische Kirche            | Gransee Grünstraße 2 (Lage)                                             | katholisch     | Datierung: 1996 |                |                |            |                  |
| Gransee                   | St.-Marien-Kirche             | Gransee Kirchplatz (Lage)                                               | evangelisch    | Datierung: 1376/1400 und 1401/1450 Restaurierung: 1961/1965 und 1995/1996 | weitere Bilder | Innenansichten | 09165233   | Q23063495        |
| Grieben                   | Dorfkirche                    | Löwenberger Land OT:Grieben Dorfstraße (Lage)                           | evangelisch    | Datierung: 1301/1400 Umbau und Erweiterung: 1772 Restaurierung: 1984 | weitere Bilder |                | 09165197   |                  |
| Großmutz                  | Dorfkirche                    | Löwenberger Land OT: Großmutz Großmutzer Dorfstraße (Lage)              | evangelisch    | Datierung: 1251/1300 Brand: 1808 Umbau und Wiederaufbau: 1814–1815 Entwurf Umbau: Johann Carl Ludwig Schmid                                                                       | weitere Bilder |                | 09165198   |                  |
| Großwoltersdorf           | Dorfkirche                    | Großwoltersdorf Granseer Straße 35 (Lage)                               | evangelisch    | Datierung: 1901 | weitere Bilder |                | 09165108   | Q101579317       |
| Groß Ziethen              | Dorfkirche                    | Kremmen OT: Groß Ziethen Alte Dorfstraße (Lage)                         | evangelisch    | Datierung: 1882–1884 | weitere Bilder | Innenansichten | 09165505   | Q101579226       |
| Grüneberg                 | Dorfkirche                    | Löwenberger Land OT: Grüneberg Dorfanger (Lage)                         | evangelisch    | Datierung: 1251/1300 Umbau: 1701/1800 Teilzerstörung und Wiederaufbau: 1982–1986;                                                                                                 | weitere Bilder | Innenansichten | 09165199   | Q56588207        |
| Gutengermendorf           | Dorfkirche                    | Löwenberger Land OT: Gutengermendorf (Lage)                             | evangelisch    | Datierung: 1246/1255 Umbau: 1899 | weitere Bilder |                | 09165200   | Q26755438        |
| Häsen                     | Kapelle                       | Löwenberger Land OT: Häsen Liebenberger Weg 1                           | abgebaut       | Datierung: 20. Jahrhundert. Die Kapelle wurde 2013 entwidmet, 2015 abgebaut und auf dem Friedhof in Teltow wiedererrichtet.                                                       |                |                |            |                  |
| Hammer                    | Dorfkirche                    | Liebenwalde OT: Hammer Poststraße (Lage)                                | evangelisch    | Datierung: 1856 Restaurierung: vor 1994 Entwurf: Friedrich August Stüler | weitere Bilder |                | 09165034   |                  |
| Hennigsdorf               | Martin-Luther-Kirche          | Hennigsdorf Hauptstraße 1 (Lage)                                        | evangelisch    | Datierung: 1853–1855 Erweiterung: 1924 Umbau: 1948 Restaurierung: 2009–2011 Entwurf: Johann Heinrich Becker; Mitarbeit: Friedrich August Stüler                                   | weitere Bilder |                | 09165268   |                  |
| Hennigsdorf               | Zu den heiligen Schutzengeln  | Hennigsdorf Adolph-Kolping-Platz 1 (Lage)                               | katholisch     | Datierung: 1977 (Kirche) bzw. 1986 (Glockenturm) | weitere Bilder |                |            |                  |
| Himmelpfort               | Klosterkirche                 | Fürstenberg/Havel OT: Himmelpfort Klosterstraße (Lage)                  | evangelisch    | Datierung: 1300 ca. Umbau: 1401/1500 und 1663 | weitere Bilder | Innenansichten | 09165173   | Q935936          |
| Hohenbruch                | Dorfkirche                    | Kremmen OT: Hohenbruch Hohenbrucher Dorfstraße 9a (Lage)                | reformiert     | Datierung: 1873 neoromanische Saalkirche | weitere Bilder |                | 09165414   |                  |
| Hohen Neuendorf           | Dorfkirche                    | Hohen Neuendorf OT: Hohen Neuendorf Berliner Straße 40 (Lage)           | evangelisch    | Datierung: 1907–1909 Umgestaltung: 1936 Restaurierung: 2002–2003 und 2008–2009 Entwurf: Georg Büttner                                                                             | weitere Bilder | Innenansichten | 09165359   | Q16061657        |
| Hoppenrade                | Schlosskapelle                | Löwenberger Land OT: Hoppenrade Parkstraße 2 (Lage)                     | evangelisch    | Datierung: 1724 Umbau: 1899 | weitere Bilder |                | 09165238   |                  |
| Kappe                     | Dorfkirche                    | Zehdenick OT: Kappe Kapper Dorfstraße (Lage)                            | evangelisch    | Datierung: 1891 | weitere Bilder |                | 09165423   |                  |
| Klein-Mutz                | Dorfkirche                    | Zehdenick OT: Klein-Mutz Alter Anger 32a (Lage)                         | evangelisch    | Datierung: 1201/1300 Umbau: um 1754 Restaurierung: 1991–1996 | weitere Bilder |                | 09165203   | Q101849920       |
| Klein Ziethen             | ehemalige Dorfkirche          | Oberkrämer OT: Klein Ziethen Am Dorfplatz südlich Hausnummer 11a (Lage) | profaniert     | Datierung: 20. Jahrhundert. Ursprünglicher Bau aus 16. Jahrhundert nach Bombentreffer als Gebetshaus errichtet. Seit Beginn des 21. Jahrhunderts aufgegeben.                      | weitere Bilder |                |            |                  |
| Klevesche Häuser          | ehem. Betsaal                 | Löwenberger Land OT: Klevesche Häuser Nr. 26 (Lage)                     | profaniert     | Datierung: 19. Jahrhundert. Das Schulhaus, das mit einem Glockenturm ausgestattet war, diente auch als Kirche. Beide Funktionen wurden aufgegeben.                                |                |                |            |                  |
| Kraatz                    | Dorfkirche                    | Gransee OT: Kraatz Lindenstraße (Lage)                                  | evangelisch    | Datierung: 1246/1255 Umbau: 1301/1400 und 1836 Die Kirche wird nur gelegentlich für Gottesdienste genutzt.                                                                        | weitere Bilder |                | 09165204   |                  |
| Kremmen                   | Stadtkirche St.Nikolai        | Kremmen OT: Kremmen Kirchplatz (Lage)                                   | evangelisch    | Datierung: 1251/1300 Umbau: 1451/1500 Restaurierung: 1964 und 1995 | weitere Bilder | Innenansichten | 09165054   | Q43706489        |
| Kremmen                   | kath. Christus König-Kapelle  | Kremmen OT: Kremmen Berliner Chaussee 5 (Lage)                          | katholisch     | Datierung: 1906–07 | weitere Bilder |                |            |                  |
| Kreuzbruch                | ehem. Dorfkirche              | Liebenwalde OT: Kreuzbruch Kreuzbrucher Straße 22a (Lage)               | profaniert     | Datierung: 1875–1878. Die Kirche wurde verkauft und privat genutzt. | weitere Bilder |                | 09165534   | Q101849952       |
| Krewelin                  | Dorfkirche                    | Zehdenick OT: Krewelin Kreweliner Dorfstraße (Lage)                     | evangelisch    | Datierung: 1694 | weitere Bilder | Innenansichten | 09165220   |                  |
| Kurtschlag                | Dorfkirche                    | Zehdenick OT: Kurtschlag Kurtschlager Dorfstraße (Lage)                 | evangelisch    | Datierung: 1890 | weitere Bilder |                | 09165422   |                  |
| Leegebruch                | Alte Kapelle                  | Leegebruch Dorfaue 3 (Lage)                                             | profaniert     | Datierung: 1930 / Entwurf: Erich Mendelsohn Dient seit 1975 als Versammlungsraum                                                                                                  | weitere Bilder |                | 09165281   | Q435655          |
| Leegebruch                | ev. Kirche                    | Leegebruch Str. der Jungen Pioniere 1G (Lage)                           | evangelisch    | Datierung: 1948 | weitere Bilder |                |            |                  |
| Leegebruch                | kath. St.Petrus-Kirche        | Leegebruch Am Anger (Lage)                                              | katholisch     | Datierung: 1955 | weitere Bilder |                | 09165417   |                  |
| Liebenberg                | Dorfkirche                    | Löwenberger Land OT: Liebenberg (Lage)                                  | evangelisch    | Datierung: 1251/1300 Umbau: nach 1892 und 1903 Restaurierung: vor 2004 Entwurf des Umbaus 1903: Gabriel von Seidl                                                                 | weitere Bilder | Innenansichten | 09165176   |                  |
| Liebenthal                | Dorfkirche                    | Liebenwalde OT: Liebenthal Dorfallee 50 (Lage)                          | evangelisch    | Datierung: 1897 Entwurf: Franz Jaffé Restaurierung: 1995–1997 | weitere Bilder |                | 09165059   |                  |
| Liebenwalde               | Stadtkirche                   | Liebenwalde Marktplatz (Lage)                                           | evangelisch    | Datierung: 1833–1835 Umbau: 1875 Restaurierung: 1982 und 2005–2009 Entwurf: Friedrich Wilhelm Ferdinand Hermann; Mitarbeit: Karl Friedrich Schinkel                               | weitere Bilder | Innenansichten | 09165062   |                  |
| Liebenwalde               | neuapostolische Kirche        | Liebenwalde Roßgartenweg 1 (Lage)                                       | neuapostolisch | Datierung: 1909 Umbau: 1949 Restaurierung: 2012 |                |                |            |                  |
| Linde                     | ehem. Dorfkirche              | Löwenberger Land OT: Linde Dorfstraße (Lage)                            | profaniert     | Datierung: 1847 Wird als Ausstellungsraum genutzt. | weitere Bilder |                | 09165102   |                  |
| Linde                     | Friedhofskapelle              | Löwenberger Land OT: Linde Griebener Chaussee (Lage)                    | evangelisch    | Datierung: 20. Jahrhundert. Wird auch für Gottesdienste genutzt |                |                |            |                  |
| Löwenberg                 | Dorfkirche                    | Löwenberger Land OT: Löwenberg Friedrich-Ebert-Straße (Lage)            | evangelisch    | Datierung: 1246/1255 Brand: 1808 Wiederaufbau: 1832–1834 Umbau: 1955 Restaurierung: 1986–1991 Siehe auch: Kirche Löwenberg                                                        | weitere Bilder |                | 09165207   |                  |
| Marienthal                | Dorfkirche                    | Zehdenick OT: Marienthal Marienthaler Dorfstraße 65 (Lage)              | evangelisch    | Datierung: 1782 Umgestaltung: 1960 | weitere Bilder | Innenansichten | 09165536   |                  |
| Marwitz                   | Dorfkirche                    | Oberkrämer OT: Marwitz Breite Straße (Lage)                             | evangelisch    | Datierung: 1301/1400 Umbau: 1767 | weitere Bilder |                | 09165066   |                  |
| Menz                      | Dorfkirche                    | Stechlin OT: Menz Kirchstraße (Lage)                                    | evangelisch    | Datierung: 1585 Wiederaufbau: 1665 Umbau: 1772 Erweiterung: 1910 | weitere Bilder |                | 09165384   | Q976384          |
| Meseberg                  | Dorfkirche                    | Gransee OT: Meseberg Meseberger Dorfstraße (Lage)                       | evangelisch    | Datierung: 1501/1515 Umbau und Erweiterung: 1742 und 1892 Restaurierung: vor 1988                                                                                                 | weitere Bilder | Innenansichten | 09165206   | Q1244528         |
| Mildenberg                | Dorfkirche                    | Zehdenick OT: Mildenberg Mildenberger Dorfstraße (Lage)                 | evangelisch    | Datierung: 1251/1300 Umbau: 1701/1800 Restaurierung: 1982–1989; | weitere Bilder |                | 09165208   |                  |
| Mildenberg                | Heilig-Kreuz-Kapelle          | Zehdenick OT: Mildenberg Dorfstraße (Lage)                              | katholisch     | Datierung: 1937 | weitere Bilder |                |            |                  |
| Mühlenbeck                | Dorfkirche                    | Mühlenbecker Land OT: Mühlenbeck Hauptstraße (Lage)                     | evangelisch    | Datierung: 1870–1871 Restaurierung: 1983–1986 | weitere Bilder |                | 09165294   |                  |
| Nassenheide               | Dorfkirche                    | Löwenberger Land OT: Nassenheide Am Dorfanger (Lage)                    | evangelisch    | Datierung: 1749 | weitere Bilder |                | 09165070   |                  |
| Neuglobsow                | Adventskirche                 | Stechlin OT: Neuglobsow Stechlinseestraße (Lage)                        | evangelisch    | Datierung: 1951–52 | weitere Bilder |                | 09165406   |                  |
| Neuholland                | Dorfkirche                    | Liebenwalde OT: Neuholland Nassenheider Chaussee (Lage)                 | evangelisch    | Datierung: 1710 Teilzerstörung: 1945 Wiederaufbau: 1955–1956 | weitere Bilder |                | 09165074   |                  |
| Neulögow                  | Dorfkirche                    | Gransee OT: Neulögow Dorfstraße 13 (Lage)                               | evangelisch    | Datierung: 1904–1905 | weitere Bilder |                | 09165442   |                  |
| Niederneuendorf           | Dorfkirche                    | Hennigsdorf OT: Nieder Neuendorf Dorfstraße 9 (Lage)                    | evangelisch    | Datierung: 1490–1500 Umbau und Erweiterung: 1701/1715 Umbau: 1846 | weitere Bilder |                | 09165043   | Q17747664        |
| Oranienburg               | St.-Nicolai-Kirche            | Oranienburg OT: Zentrum Havelstraße 28 (Lage)                           | evangelisch    | Datierung: 1658 Brand: 1788 Wiederaufbau: 1864–1866 Brand: 1945 Wiederaufbau und Umbau: 1951–1952 Entwurf 1864: Friedrich August Stüler Entwurf 1951: Walter Krüger               | weitere Bilder |                | 09165301   |                  |
| Oranienburg               | Bethlehemkapelle              | Oranienburg OT: Oranienburg-Süd Neißestraße (Lage)                      | evangelisch    | Datierung: 1949 | weitere Bilder |                |            |                  |
| Oranienburg               | Herz-Jesu-Kirche              | Oranienburg OT: Zentrum Augustin-Sandtner-Str. 3 (Lage)                 | katholisch     | Datierung: 1894–1895 Teilzerstörung: 1945 Umgestaltung: 1960 und 1955 Ausführung: Wilhelm Dassler                                                                                 | weitere Bilder |                | 09165774   |                  |
| Oranienburg               | neuapostolische Kirche        | Oranienburg OT: Zentrum Erzbergerstr. 43 (Lage)                         | neuapostolisch | Datierung: 2009 | weitere Bilder |                |            |                  |
| Oranienburg               | Adventkirche                  | Oranienburg OT: Zentrum Martin-Luther-Straße 34 (Lage)                  | adventistisch  | Datierung: 20. Jahrhundert | weitere Bilder |                |            |                  |
| Oranienburg               | methodistische Kirche         | Oranienburg OT: Zentrum Julius-Leber-Straße 26 (Lage)                   | methodistisch  | Datierung: 2009 | weitere Bilder |                |            |                  |
| Ravensbrück               | ehemalige Dorfkirche          | Fürstenberg/Havel OT: Ravensbrück Gelderner Straße 3 (Lage)             | profaniert     | Datierung: 1907–1908 Architekt: Georg Büttner Die Kirche wurde in den 1970er Jahren entwidmet, vom Turm befreit und dient seitdem als Wohnhaus und Gewerbeeinheit.                | weitere Bilder |                |            |                  |
| Ribbeck                   | Dorfkirche                    | Zehdenick OT: Ribbeck Ribbecker Dorfstraße 34a (Lage)                   | evangelisch    | Datierung: 1251/1300 Umbau: 1722 und 1739–1742 | weitere Bilder |                | 09165178   |                  |
| Rönnebeck                 | Dorfkirche                    | Sonnenberg OT: Rönnebeck Rönnebecker Straße 26 (Lage)                   | evangelisch    | Datierung: 1251/1300 Umbau: 1700/1731 und 1912 | weitere Bilder |                | 09165209   | Q101579326       |
| Sachsenhausen             | Dorfkirche Sachsenhausen      | Oranienburg OT: Sachsenhausen Granseer Straße 27 (Lage)                 | evangelisch    | Datierung: 1914 Teilzerstörung und Wiederaufbau: 1961 Entwurf 1914: Georg Büttner; Mitarbeit: Johannes Palm                                                                       | weitere Bilder | Innenansichten | 09165380   |                  |
| Schildow                  | Dorfkirche                    | Mühlenbecker Land OT: Schildow Breite Straße (Lage)                     | evangelisch    | Datierung: 1896–1897 | weitere Bilder | Innenansichten | 09165307   |                  |
| Schildow                  | Neuapostolische Kirche        | Mühlenbecker Land OT: Schildow Am Kienluchgraben 9 (Lage)               | neuapostolisch | Datierung: | weitere Bilder |                |            |                  |
| Schmachtenhagen           | Dorfkirche Schmachtenhagen    | Oranienburg OT: Schmachtenhagen Am Dorfanger (Lage)                     | evangelisch    | Datierung: 1876–1877 | weitere Bilder |                | 09165309   | Q101579085       |
| Schönermark (Land Ruppin) | Dorfkirche                    | Schönermark Dorfstraße (Lage)                                           | evangelisch    | Datierung: 1251/1300 Umbau: 1725 Brand: 1848 Wiederaufbau: 1852 | weitere Bilder |                | 09165805   |                  |
| Schönfließ                | Dorfkirche                    | Mühlenbecker Land OT: Schönfließ Am Anger 5 (Lage)                      | evangelisch    | Datierung: 1251/1300 Umbau und Erweiterung: 1877–1878 Restaurierung: 1962 und 2010                                                                                                | weitere Bilder |                | 09165119   |                  |
| Schulzendorf              | Dorfkirche                    | Sonnenberg OT: Schulzendorf Rheinsberger Straße (Lage)                  | evangelisch    | Datierung: 1901–1902 | weitere Bilder |                | 09165411   | Q101579331       |
| Schwante                  | Dorfkirche                    | Oberkrämer OT: Schwante Dorfstraße (Lage)                               | evangelisch    | Datierung: 1780 Entwurf: Christian Philipp Leitner | weitere Bilder | Innenansichten | 09165123   | Q101579120       |
| Seilershof                | Dorfkirche                    | Gransee OT: Seilershof Hauptstraße 18 (Lage)                            | evangelisch    | Datierung: 1953–1954 / Entwurf: Karl Streckebach | weitere Bilder |                | 09165510   |                  |
| Sommerfeld                | Dorfkirche                    | Kremmen OT: Sommerfeld Dorfstraße (Lage)                                | evangelisch    | Datierung: 1910–1913 | weitere Bilder |                | 09165310   | Q56550032        |
| Sonnenberg                | Dorfkirche                    | Sonnenberg Dorfstraße (Lage)                                            | evangelisch    | Datierung: 1501/1550 Umbau: um 1600 | weitere Bilder |                | 09165210   | Q101850492       |
| Staffelde                 | Dorfkirche                    | Kremmen OT: Staffelde Nauener Chaussee (Lage)                           | evangelisch    | Datierung: 1486/1500 Restaurierung: 1997–1998 | weitere Bilder |                | 09165127   | Q63315054        |
| Stolpe                    | Dorfkirche                    | Hohen Neuendorf OT: Stolpe Dorfstraße (Lage)                            | evangelisch    | Datierung: 1251/1300 Erweiterung: 1698 Umbau: 1822 Restaurierung: 1998–1999 | weitere Bilder | Innenansichten | 09165131   | Q1244750         |
| Teschendorf               | Dorfkirche                    | Löwenberger Land OT: Teschendorf Im Hagen 7 (Lage)                      | evangelisch    | Datierung: 1251/1300 Umbau: 1601 und 1720 | weitere Bilder |                | 09165136   |                  |
| Tornow                    | ehemalige Dorfkirche          | Fürstenberg/Havel OT: Tornow Neue Straße 9 (Lage)                       | profaniert     | Datierung: 1286/1300 Umbau: 1838/Entwurf (verm.): Friedrich Wilhelm Buttel Die regelmäßigen Gottesdienste wurden 1973 eingestellt. Die Kirche wurde 2013 profaniert und verkauft. | weitere Bilder |                | 09165211   |                  |
| Vehlefanz                 | Dorfkirche                    | Oberkrämer OT: Vehlefanz Am Anger (Lage)                                | evangelisch    | Datierung: 1451/1500 Umbau und Erweiterung: 1701/1715 Umbau: 1738–1739 Restaurierung: 1982–1989                                                                                   | weitere Bilder |                | 09165140   | Q20193207        |
| Velten                    | Stadtkirche                   | Velten Breite Straße 17 (Lage)                                          | evangelisch    | Datierung: 1750 Erweiterung: 1894 und 1910 Restaurierung: 1955 | weitere Bilder | weitere Bilder | 09165147   |                  |
| Velten                    | St. Joseph                    | Velten Schulstraße 7 (Lage)                                             | katholisch     | Datierung: 1895–1896 / Entwurf: Wilhelm Dassler Umgestaltung: 1965–1967 / Georg Nawroth und Hans Adolf                                                                            | weitere Bilder |                | 09165508   |                  |
| Wensickendorf             | Dorfkirche                    | Oranienburg OT: Wensickendorf Hauptstraße (Lage)                        | evangelisch    | Datierung: 1401/1500 Umbau: 1908–1909 | weitere Bilder |                | 09165149   |                  |
| Wesendorf                 | Dorfkirche                    | Zehdenick OT: Wesendorf Kielende 1 (Lage)                               | evangelisch    | Datierung: 1853–1855 | weitere Bilder |                | 09165421   |                  |
| Wolfsruh                  | Dorfkirche                    | Großwoltersdorf OT: Wolfsruh Dorfstraße (Lage)                          | evangelisch    | Datierung: 1929–1931 / Entwurf und Ausführung: Fritz Emil Kistenmacher | weitere Bilder |                | 09165441   |                  |
| Zabelsdorf                | Dorfkirche                    | Zehdenick OT: Zabelsdorf Zabelsdorfer Dorfstraße (Lage)                 | evangelisch    | Datierung: 1251/1300 Umbau: 1772 Restaurierung: um 1950 | weitere Bilder | Innenansichten | 09165212   | Q27021936        |
| Zehdenick                 | Stadtkirche                   | Zehdenick Am Kirchplatz (Lage)                                          | evangelisch    | Datierung: 1251/1300 Brand: 1801 Wiederaufbau: 1805–1812 / Entwurf (verm.):Philippe Bernard François Berson Umbau: 1961–1967 und 1997 Restaurierung: 2004–2011                    | weitere Bilder | Innenansichten | 09165181   | Q2327491         |
| Zehdenick                 | Mariä-Himmelfahrt-Kirche      | Zehdenick Friedrich-Engels-Straße 3 (Lage)                              | katholisch     | Datierung: 1900–1901 / Entwurf: Wilhelm Dassler Umbau und Restaurierung: 1924 und 1951–1953 und 1983–1984 und 1989–1991                                                           | weitere Bilder |                | 09165433   | Q101579360       |
| Zehlendorf                | Dorfkirche Zehlendorf         | Oranienburg OT: Zehlendorf Alte Dorfstraße (Lage)                       | evangelisch    | Datierung: 1870–1872 | weitere Bilder |                | 09165323   |                  |
| Zernikow                  | Dorfkirche                    | Großwoltersdorf OT: Zernikow Zernikower Straße (Lage)                   | evangelisch    | Datierung: 1251/1300 Umbau: 1777 Restaurierung: nach 1999; | weitere Bilder |                | 09165184   | Q101579323       |
| Zootzen                   | Dorfkirche                    | Fürstenberg/Havel OT: Zootzen Hauptstraße 32 (Lage)                     | evangelisch    | Datierung: 1995 | weitere Bilder |                |            |                  |
| Zühlsdorf                 | Dorfkirche                    | Mühlenbecker Land OT: Zühlsdorf Dorfstraße 34b (Lage)                   | evangelisch    | Datierung: 1909 | weitere Bilder |                | 09165553   |                  |